# Zwarte Brekken
De Zwarte Brekken (Fries en officieel: Swarte Brekken) is een meer ten zuiden van Sneek in de Friese gemeente Súdwest-Fryslân.
De Zwarte Brekken maakt samen met de meren Witte Brekken en Oudhof deel uit van het Natura 2000-gebied Witte- en Zwarte Brekken en Oudhof. De beheerder van dit gebied is Staatsbosbeheer. 
Aan de oostzijde gaat het meer over in de Witte Brekken (Wite Brekken). Aan de zuidwestzijde van het meer is er verbinding met de Ooster Wijmerts, de Zoolsloot en de Nauwe Wijmerts. Aan de noordzijde ligt de Draaisloot.